# Heinz Kwiatkowski
Heinrich "Heinz" Kwiatkowski (16. juli 1926 – 23. maj 2008) var en tysk fodboldspiller, der som målmand på det vesttyske landshold var med til at vinde guld ved VM i 1954 i Schweiz, efter den sensationelle 3-2 sejr i finalen over storfavoritterne fra Ungarn. Han spillede dog kun én af tyskernes seks kampe i turneringen, og var i resten reserve for førstevalget Toni Turek. I alt nåede han, mellem 1954 og 1958 at spille fire landkampe. Han deltog også ved VM i 1958 i Sverige.
Kwiatkowski var på klubplan tilknyttet tre af de store Ruhr-klubber Schalke 04, Rot-Weiss Essen og Borussia Dortmund. Længst tid tilbragte han i Dortmund, hvor han spillede i 15 år og var med til at blive tysk mester i både 1956 og 1957. I 1964 fungerede han desuden i en kortere periode som holdets træner.